# Elissa Landi
Elissa Landi, egentligt namn Elisabeth Maria Christine Kühnelt Zanardi-Landi född 6 december 1904 i Venedig död 21 oktober 1948 i Kingston New York USA, österrikisk skådespelare.

## Filmografi (urval)
- 1928 – Synd
- 1932 – I korsets tecken
- 1933 – Dubbelgångaren
- 1934 – Greven av Monte Cristo

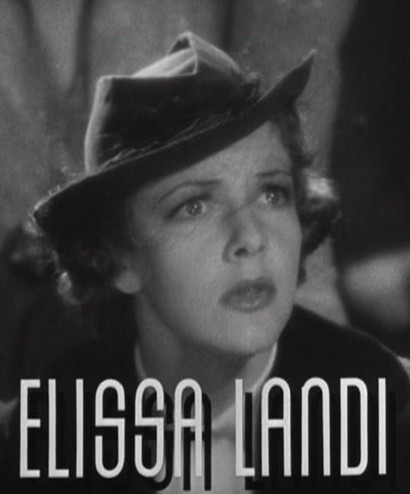
Elissa Landi i trailern till Efter den gäckande skuggan (1936)

- 1936 – Efter den gäckande skuggan